# NGC 6066
NGC 6066 este o galaxie lenticulară situată în constelația Șarpele. A fost descoperită în 19 iunie 1887 de către Lewis A. Swift.